# Mustafa Ertan
Mustafa Ertan (Ankara, 21 aprile 1926 – Bursa, 17 dicembre 2005) è stato un allenatore di calcio e calciatore turco, di ruolo centrocampista.
Con la maglia della sua nazionale ha preso parte ai Mondiali del 1954, mettendo a segno una rete.

## Palmarès

### Giocatore

#### Competizioni nazionali
- Campionato turco: 1

Beşiktaş: 1959-1960